# スキマスイッチ TOUR 2019-2020 POPMAN'S CARNIVAL vol.2
『スキマスイッチ TOUR 2019-2020 POPMAN’S CARNIVAL vol.2』（スキマスイッチ ツアー 2019-2020 ポップマンズカーニバル ボリューム2）は、スキマスイッチのライブ・アルバム。

## 解説
- 2019年12月25日に行われた東京・中野サンプラザホール公演の音源を収録[1]。
- 『SUKIMASWITCH 15th Anniversary Special at YOKOHAMA ARENA 〜Reversible〜』から約1年2ヶ月ぶりのライブ・アルバム。

## バンドメンバー
| バンドメンバー | バンドメンバー                |
| -------------- | ----------------------------- |
| 大橋卓弥       | Vocal, Guitar                 |
| 常田真太郎     | Piano, Keyboards, Chorus      |
| 村石雅行       | Drums                         |
| 種子田健       | Bass                          |
| 石成正人       | Guitar, Chorus                |
| 浦清英         | Keyboards, Organ              |
| 松本智也       | Percussion, Chorus, Guitar    |
| 本間将人       | Sax, Flute, Keyboards, Chorus |
| 田中充         | Trumpet, Chorus               |

## 収録曲

### DISC-1
1. POPMAN'S CARNIVALのテーマ2
2. ふれて未来を
3. ガラナ
4. Revival
5. アイスクリーム シンドローム
6. スカーレット
7. 青春
8. ズラチナルーカ

### DISC-2
1. クリスマスがやってくる
2. Andersen
3. 冬の口笛
4. 星のうつわ
5. キレイだ
6. スフィアの羽根
7. パーリー!パーリー!
8. 全力少年
9. Ah Yeah!!

- 「スキマのはなし④」（MC集）

1. たーくんのお仕事
2. では聞いてください！スキマスイッチで「ロールパンナ」
3. 回覧板
4. お尻光ってますよ
5. カニか君に